# Vereinigung Deutscher Reisejournalisten

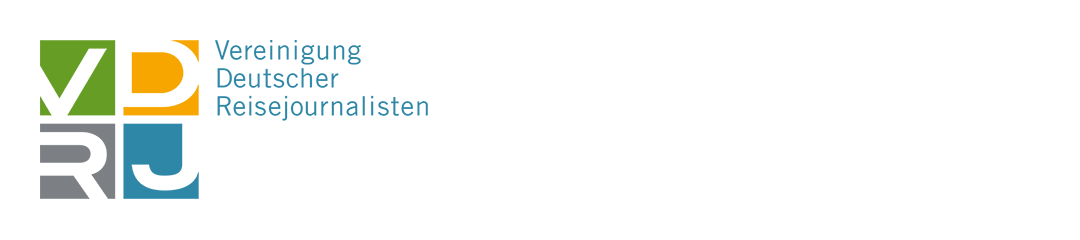
Vereinigung Deutscher Reisejournalisten

Die Vereinigung Deutscher Reisejournalisten (VDRJ) ist eine Berufsvereinigung der deutschsprachigen Reisejournalisten.
Aktives Mitglied kann  werden, wer zum Zeitpunkt der Aufnahme professionell als Journalist, Autor, Blogger, Regisseur, Producer, Kameramann oder Fotograf oder im Fachgebiet Reise/Tourismus arbeitet. Die Mitgliederstruktur setzt sich überwiegend aus inhaltlich arbeitenden Berufsgruppen wie freien und angestellten Journalisten, Fotografen, Bloggern, Buchautoren, PR-Beratern und Pressesprechern zusammen.
Die VDRJ gliedert sich in einen Journalistenkreis und einen PR-Kreis.
Die Mitgliedschaft erhalten nur Journalisten, die sich nachweislich bereits mehrjährig mit dem Thema Reise befassen.

## Geschichte
Die VDRJ wurde am 15. Oktober 1956 zunächst als Arbeitsgemeinschaft Deutscher Reisejournalisten in Bad Salzuflen ins Leben gerufen und dann am 9. Oktober 1957 in Bad Wiessee als „Vereinigung Deutscher Reisejournalisten e. V. (VDRJ)“ gegründet. Sie hat ihren Sitz in Berlin und ist im Vereinsregister beim Vereinsgericht Berlin eingetragen. Die Geschäftsstelle des Vereins ist jeweils am Wohnsitz des Ersten Vorsitzenden.

### Vorsitzende
- Franz F. Schwarzenstein (Gründungsvorsitzender, Leiter der Presseabteilung der Deutschen Zentrale für Fremdenverkehr). 2. Vorsitzender Ludwig Kramaczyk, Redakteur Frankfurter Neue Presse. 3. Vorsitzender: Georg Böse, freier Journalist aus Stuttgart. 1957
- Kramarczyk, Schwarzenstein, Böse 1960
- Friedrich Wagner (Reiseredakteur FAZ), Peter Gerisch (freier Journalist, Oberstedten/Taunus), Annemarie Hassenkamp (Reiseredakteurin Stuttgarter Zeitung) 1962
- Wagner, Annemarie Hassenkamp, Wolfgang Thomas (ChR Hotel-Mosaik) 1964
- Wagner, Wilhelm Kaup (Reiseredakteur WAZ), Wolfgang Thomas 1968
- Kaup, Wagner, Christa Helmschrodt (Reiseredakteurin Süddeutsche Zeitung) 1974
- Kaup, Helmschrodt, Armin Ganser (Reisejournalist aus München) 1978
- Kaup, Armin Ganser, Horst Hachmann (ChR Touristik aktuell) 1980
- Helena Schreiber (Reiseredakteurin Handelsblatt) für den verstorbenen Hachmann 1981
- Armin Ganser, Henno Heintz (Pressestelle ADAC), Schreiber 1982
- Armin Ganser, Henno Heintz, Annerose Lohberg-Goelz (freie Reisejournalistin, Holzgerlingen) 1984
- Armin Ganser, Henno Heintz, Lohberg 1986
- Armin Ganser, Henno Heintz, Dieter Wachholz (freier Reisejournalist, München) 1988
- Rolf Lohberg (Südfunk Stuttgart), Wachholz, Schreiber 1990
- Lohberg, Gerd Dörr (freier Journalist Stuttgart), Schreiber 1992
- Lohberg, Liselotte Nückel (Reiseredakteurin Badische Neueste Nachrichten), Schreiber 1994
- Rodrian, Nückel, Lohberg 1996
- Rodrian, Helmschrodt, Lohberg 1998
- Jürgen Drensek (2000 bis 2012)
- Klaus A. Dietsch (2012 bis 2014)
- Rüdiger Edelmann (2014 bis 2023)
- Martin Wein (seit 2023)

## Ziele
Die VDRJ setzt sich den Anspruch, eine treibende Kraft zu sein, die Freiheit und Unabhängigkeit des Reisejournalismus sowie der reisejournalistischen Arbeit sichern will. Sie soll das Ansehen, die Entwicklung und die Qualität des Reisejournalismus fördern.  Reisejournalismus sollte nach der VDRJ fair, unabhängig, transparent und professionell sein.

### Verhaltenskodex
Die Mitglieder der VDRJ unterliegen einem Verhaltenskodex. Dieser gilt sowohl für die Journalisten wie auch für die Mitglieder des PR-Kreises. Hiermit will sich der Verband von „schwarzen Schafen“ distanzieren. Innerhalb der VDRJ kümmert sich der Ethikausschuss um mögliches Fehlverhalten. Seine Entscheidungen reichen von der Rüge eines Mitglieds bis zu einem Ausschlussverfahren.

## VDRJ-Medienpreise
Neben dem Ehrenpreis für touristische Verdienste werden seit 2001 Journalistenpreise von der VDRJ ausgelobt. Bis 2023 wurden diese unter dem Namen Columbus Journalistenpreise verliehen. Der Wettbewerb der VDRJ gilt als der einzige unabhängige Journalistenpreis für hervorragenden Reisejournalismus. Die VDRJ erhebt keine Anmeldegebühr. Die Preise werden von drei unabhängigen Fachjurys stets für Beiträge des Vorjahres vergeben. Die Sponsoren aus der Reisebranche stellen Sach- und Geldpreise für die Ausgezeichneten zur Verfügung oder unterstützen mit Sachleistungen die Arbeit der unabhängigen und ehrenamtlich tätigen Fachjurys. Sie haben aber keinen Einfluss auf die Preisvergabe.
Preise werden in folgenden Kategorien vergeben:
- Textpreis: Texte in Print- oder Onlineveröffentlichungen in den Kategorien: „Beste Reportage“, „Besondere journalistische Leistung“ und „Förderpreis für junge Journalisten unter 30“. - Neben Reportagen können hierfür auch Interviews, Porträts, Glossen und andere Stilformen eingereicht werden.
- Filmpreis: Veröffentlichungen im TV oder auf Videoplattformen wie Youtube
- Radiopreis: Veröffentlichungen im Radio oder in Podcasts

Die Einreichungen für die VDRJ-Medienpreise laufen vor allem über die entsprechenden Redaktionen, aber auch Eigenbewerbungen von Autoren und Produzenten sind möglich. Für alle Preise werden Veröffentlichungen in den entsprechenden Medien akzeptiert. Das gilt auch für Online-Veröffentlichungen (z. B. Blogs, Podcasts usw.)
Darüber hinaus vergibt die VDRJ seit 1976 jährlich einen Ehrenpreis an Persönlichkeiten, die sich um die touristische Entwicklung verdient gemacht oder sie kritisch begleitet haben. Der Preis ist eine Nachbildung des ersten Rades in der Menschheitsgeschichte. 

### Bekannte Träger des VDRJ-Ehrenpreises
- ADAC-Stauberater (1987)
- Christoph Ammann (2024)
- Karl Born (2009)
- Manfred Busche (1985)
- Hans Friderichs (1976)
- Hans Glauber (1988)
- Petra Hedorfer (2018)
- Friedensreich Hundertwasser (1998)
- Caroline von Kretschmann (2023)
- Jost Krippendorf (1977)
- Klaus Laepple (2013)
- Freddie Laker (1980)
- César Manrique (1978)
- Eckart Mandler (2021)
- Reinhold Messner (2007)
- Michael Müller (2025)
- Horst W. Opaschowski (2011)
- Horst Rahe (2016)
- Runa Reisen (2019)
- Daniel Skjeldam (2022)
- Josef Staribacher (1981)
- Ury Steinweg (2020)
- Wolfgang Isenberg, Thomas-Morus-Akademie Bensberg (2005)
- Markus Tressel (2017)
- Harald Zeiss (2015)

(Quelle:)

## Tagungen
Die Mitglieder treffen sich mindestens einmal jährlich an wechselnden Orten im In- und Ausland zu ihrer Jahrestagung. Die Jahres-Mitgliederversammlung findet seit 2022 digital statt. 
Die Regionalgruppen organisieren mehrmals im Jahr Informationsveranstaltungen in der Region für ihre Mitglieder.